# Mazda R360
Mazda R360 — це перший легковий автомобіль, випущений компанією Mazda. Автомобіль відноситься до категорії кей-карів. Mazda R360 випускалася з чотиримісним дводверним кузовом. Дизайн створений Дзіро Косугі. 
Серійний випуск розпочато у 1960 році. R360 мав колісну базу 1760 мм, важив 380 кг і оснащувався заднім V-подібним двигуном з повітряним охолодженням об'ємом 356 куб.см, потужністю 16 к.с. з крутним моментом 22 Н⋅м.  Автомобіль розвивав швидкість 84 км/год і мав 4-ступінчасту механічну або двошвидкісну автоматичну коробку передач. Підвіска, передня і задня, мала гумові «ресори» і торсіони. Привід - на задні колеса.
Існувало два варіанти Mazda R360, офіційно відомі як KRBB і KRBC. Обидва варіанти були дуже схожі візуально, однак KRBB постачалося з 4-швидкісною механічною коробкою передач, тоді як KRBC було оснащено 2-швидкісною автоматичною коробкою передач типу гідротрансформатор, яка називалася «TORQ DRIVE».
Також випускалася "люксова" версія цієї моделі - Mazda R360 Coupe Deluxe. Відрізнити її можна по двокольоровому забарвленню.
На базі R360 випускалася модель Mazda B360 (у експортному варіанті з більшим двигуном - B600) з кузовами пікап та фургон. 

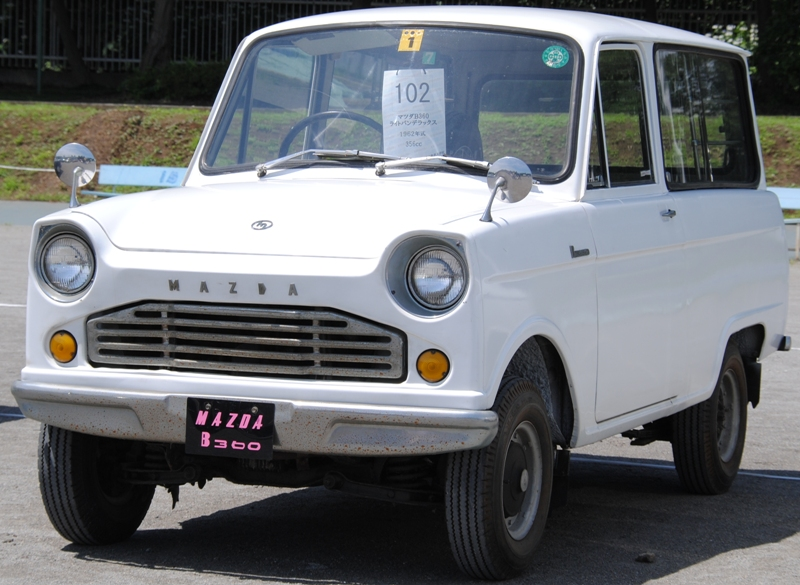
Mazda B360

Протягом кількох років після представлення R360 Mazda захопила більшу частину ринку легких автомобілів (кей-карів) в Японії, досягнувши майже 65 відсотків частки ринку у цьому сегменті. У 1962 році R360 був доповнений дводверним і чотирьохдверним седаном Mazda P360 «Carol», який став наступником R360. Виробництво R360 тривало до 1966 року (шість років). Але  ще до 1969 року зі складських запасів комплектуючих на замовлення виробляли автомобілі цієї моделі з ручним керуванням для людей з інвалідністю.
Загальний обсяг виробництва R360 становить 65737 одиниць. Що стосується експорту, то було поставлено кілька сотень одиниць ліворульної версії на острів Окінава, який до 1972 року знаходився під адміністрацією США, та 41 машину з правим кермом до Австралії.